# Taute
Taute – rzeka we Francji, przepływająca przez teren departamentu Manche, o długości 39,6 km. Stanowi dopływ rzeki Douve.
Rzeka Taute jest żeglowna do 15 km.
Taute przepływa przez: Cambernon (źródło), Saint-Sauveur-Lendelin, Saint-Aubin-du-Perron, Vaudrimesnil, Saint-Martin-d’Aubigny, Périers, Saint-Sébastien-de-Raids, Marchésieux, Raids, Auxais, Saint-André-de-Bohon, Tribehou, Graignes-Mesnil-Angot, Saint-Georges-de-Bohon, Saint-Hilaire-Petitville, Carentan (ujście).